# Aconitum lasiocarpum
Aconitum lasiocarpum är en ranunkelväxtart. Aconitum lasiocarpum ingår i släktet stormhattar, och familjen ranunkelväxter.

## Underarter
Arten delas in i följande underarter:
- A. l. kotulae
- A. l. lasiocarpum